# Henrik Børseth
Henrik Børseth, född 1885 i Haugesund, död 1970, var en norsk skådespelare, gift med Aagot Børseth. 
Han debuterade 1914 på Det Norske Teatret, där han senare i skådespel som Jo Gjende av Tore Ørjasæter och Herman Ravn av Henrik Rytter blev en av huvudkrafterna. På Den Nationale Scene spelade han Peer Gynt. Från 1925 hörde han till Nationaltheatrets ensemble. Han spelade klassiska roller som Gloucester i William Shakespeares Kung Lear, komedifigurer som bryggarmästare Jakobsen hos Bjørnstjerne Bjørnson, och framställde gamle Ekdal hos Henrik Ibsen med stor medkänsla. En av hans främsta skildringar var Vingrisen i Nordahl Griegs Vår ære og vår makt.
Han spelade också i en handfull filmer, bland annat Tancred Ibsens film Gjest Baardsen – en norsk Lasse-Maja (1939).

## Filmografi
- 1921 – Jomfru Trofast
- 1939 – Gjest Baardsen – en norsk Lasse-Maja
- 1941 – Den kärleken, den kärleken!
- 1945 – Rikard Nordraak
- 1948 – Trollforsen
- 1948 – Dit vindarna bär